# Шейніс Віктор Леонідович
Віктор Леонідович Шейніс (рос. Виктор Леонидович Шейнис, 16 лютого 1931, Київ, Українська РСР, СРСР — 25 червня 2023) — радянський і російський політичний діяч, економіст, політолог, член Політичного комітету партії «Яблуко».

## Освіта
Народився у єврейській родині у Києві. Закінчив історичний факультет Ленінградського державного університету. З 1966 року — кандидат економічних наук (економічний факультет Ленінградського державного університету, тема дисертації: «Португальський колоніалізм в Африці. Економічні проблеми останньої колоніальної імперії»). З 1982 року — доктор економічних наук (Інститут світової економіки та міжнародних відносин АН СРСР), тема дисертації: «Економічне зростання, соціальні процеси та диференціація країн, що розвиваються, проблеми та протиріччя»). Професор.

## Наукова діяльність
У 1954—1957 роках працював учителем історії в ленінградській школі N 107. У 1957—1958 роках — аспірант Інституту сходознавства АН СРСР.
1957 року Шейніс за участю інших авторів написав статтю «Правда про Угорщину», яка критикувала радянське вторгнення до Угорщини. 1958 року за цей вчинок був виключений з комсомолу та аспірантури.
У 1958—1964 роках був робітником Кіровського заводу в Ленінграді.
У 1964—1975 роках — аспірант, потім асистент, доцент кафедри економіки сучасного капіталізму Ленінградського університету. Викладав економіку розвинених країн. 1966 року захистив кандидатську дисертацію на тему «Португальський колоніалізм в Африці. Економічні проблеми та тенденції розвитку в післявоєнний період». Був змушений залишити викладацьку роботу в університеті через політичну «неблагонадійність».
У 1975—1977 роках — старший науковий співробітник Інституту соціально-економічних проблем АН СРСР (м. Ленінград). З 1977 року — старший науковий співробітник, провідний науковий співробітник, головний науковий співробітник ІСЕМВ АН СРСР (до обрання депутатом Державної думи).
У 1981 році захистив докторську дисертацію на тему «Економічне зростання, соціальні процеси та диференціація країн, що розвиваються». З 2000 року — знову головний науковий співробітник ІСЕМВ РАН.
Професійні інтереси: спочатку — економічні та соціальні процеси в країнах, що розвиваються, потім — російський перехід від тоталітаризму до демократії: політичні та правові аспекти (конституційний процес, виборче законодавство і виборча практика, парламент і парламентаризм, партійно-політична система, зовнішньополітичне забезпечення).

## Політична діяльність
З 1988 року — учасник клубу «Московська трибуна»
У 1990 році був обраний народним депутатом РРФСР у Севастопольському виборчому окрузі № 47 Москви після того, як його суперник Ігор Суріков зняв свою кандидатуру під тиском виборчої комісії. У 1991 році був активним противником ГКЧП. У 1991—1993 роках — член Ради Республіки Верховної Ради Росії, заступник відповідального секретаря Конституційної комісії Верховної Ради. На З'їзді народних депутатів Росії був одним із організаторів фракції «Злагода заради прогресу», яка загалом підтримувала політику Бориса Єльцина, проте виступала проти неконституційного розпуску парламенту.
12 грудня 1991 року, будучи членом Верховної Ради РРФСР, проголосував за ратифікацію біловежської угоди про припинення існування СРСР.
У 1993—1994 роках — заступник голови Комісії законодавчих припущень при Президентові Російської Федерації. Один із авторів Конституції РФ.
У грудні 1993 року обраний депутатом Державної думи за федеральним списком виборчого об'єднання «Блок Явлінський-Болдирєв-Лукін», одним із засновників якого був. Увійшов до складу фракції «Яблуко», член Комітету із законодавства та судово-правової реформи.
У грудні 1995 року обраний депутатом Державної думи за федеральним списком виборчого об'єднання «Яблуко». Увійшов до фракції «Яблуко», член Комітету Державної Думи з законодавства та судово-правової реформи.
У роки радянської влади був членом КПРС. Надалі був членом Російської демократичної партії «Яблуко». Теоретик та практик російського парламентаризму.

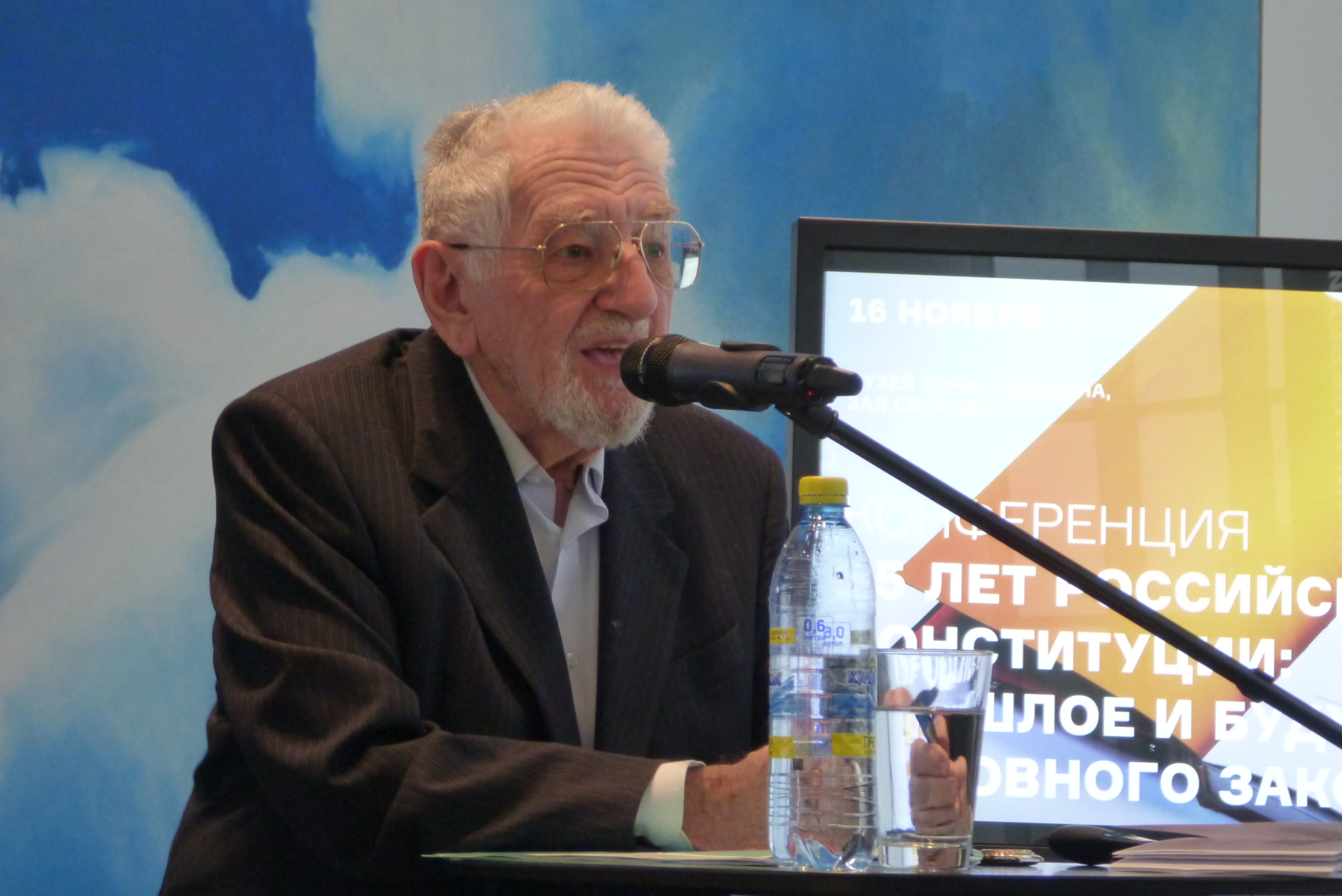
Віктор Шейніс у 2018 році.

23 травня 2010 року брав участь як спостерігач на парламентських виборах у невизнаній Нагірно-Карабаській Республіці, після чого був включений Міністерством закордонних справ Азербайджану до списку персон нон грата за порушення «Закону про державний кордон» Азербайджанської Республіки, оскільки Баку вважає контрольовані НКР території окупованими. Сам Шейніс прокоментував цей факт так: «Це я переживу».
Помер 25 червня 2023 року на 93-му році життя після тривалої хвороби.

## Наукові праці
Книги:
- Португальский империализм в Африке после Второй Мировой войны. — М.: Наука, 1969.
- Актуальные проблемы политической экономии современного капитализма / в соавт. с С.&nbsp;И.&nbsp;Тюльпановым. — Л., 1973.
- Развивающиеся страны: экономический рост и социальный прогресс / отв. ред. и руководитель авторского коллектива совместно с А. Я. Эльяновым). — М., 1983.
- Развивающиеся страны в современном мире: единство и многообразие / ответственный редактор; в соавторстве с И. В. Алешиной и И. Д. Ивановым. — М., 1983.
- Крупные развивающиеся страны в социально-экономических структурах современного мира / ответственный редактор и руководитель авторского коллектива совместно с А. Я. Эльяновым. — М., 1990.
- Экономика развивающихся стран в цифрах. Опыт справочно-статистического исследования. 1950—1985 / в соавторстве с Б. М. Болотиным. — М., 1988.
- За честные выборы. «Яблоко». — М., 1999.
- Взлет и падение парламента: переломные годы в российской политике (1985—1993). Т. 1—2. — М., 2005.
- Власть и закон: Политика и конституции в России в XX—XXI веках. — М.: Мысль, 2014.